# Kitas gymnasium
Kitas gymnasium består av tre små fristående gymnasieskolor i centrala Göteborg på Magasinsgatan och Badhusgatan. Skolorna är små med cirka 250 elever per skola, men tillsammans är Kitas Göteborgs största fristående gymnasieskola. Verksamheten startade år 2000 och det finns även en frisörskola.

## Skolans program
- Naturvetenskapsprogrammet
- Samhällsvetenskapsprogrammet
- Teknikprogrammet
- Affärsprogrammet
- Frisörprogrammet
- Ekonomiprogrammet
- Humanistprogrammet